# 鉱床学
鉱床学（こうしょうがく、英: economic geology、独: Lagerstättenkunde）は、鉱床がどのようにして形成されたかを解明し、人類にとって有用な資源を得る方法を検討する学問。
資源工学の一部でも鉱床学を扱っている。

## 概要
有用な元素が人類が使用可能な化合物として濃集している岩石を鉱石といい、鉱石が経済的に採掘できる程度の十分な量の集合体を鉱床という。各元素の地殻中の存在量と、重要な鉱石を下表にまとめた。鉱床学ではこれらの鉱石の生成や集中の経緯について検討を行う。すなわち　有用元素がもともと存在していた場所はどこか、その場所からどのようにして運ばれてきたか、いかにして現在の場所（鉱床）に濃集・固定化したかを解明する。
各元素の鉱床の規模はその存在量に依存している場合が多く、存在量の多い鉄の主要鉱床である縞状鉄鉱床は長さ数百から数千キロのものがあり露天掘りで大量に採掘しているが、金の鉱山は幅数十cmから数m長さ数百m程度の鉱脈に沿って掘り進むような規模である。
有用元素が鉱物中に含まれていても工業的に分離・抽出できない場合は鉱石にならない。例えばアルミニウムは下表にあるように地殻中では非常に一般的な元素で、花崗岩中の長石や粘土鉱物カオリナイトにも大量に含まれているが、これらの鉱物からアルミニウムを工業的に単離する技術は確立していないため鉱石に相当せず、ボーキサイトのみが鉱石とされる。
| 順位 | 元素           | 存在量（質量比） | 主要鉱石鉱物など                                             |
| ---- | -------------- | ---------------- | ------------------------------------------------------------ |
| 1    | 酸素           | 46.60%           | 大気中                                                       |
| 2    | 珪素           | 27.72%           | ガラス工業用としては石英を主成分とする珪砂（堆積鉱床）       |
| 3    | アルミニウム   | 8.13%            | 堆積鉱床のボーキサイト                                       |
| 4    | 鉄             | 5.00%            | 赤鉄鉱（堆積鉱床の縞状鉄鉱床）、磁鉄鉱（スカルン鉱床）       |
| 5    | カルシウム     | 3.63%            | 堆積性の方解石                                               |
| 6    | ナトリウム     | 2.83%            | 海水から抽出される食塩または岩塩                             |
| 7    | カリウム       | 2.59%            | 岩塩成分の「シルビン（KCｌ）」                               |
| 8    | マグネシウム   | 2.09%            | 堆積性のマグネサイトやドロマイト                             |
| 9    | チタン         | 4400ppm          | 火成鉱床中のチタン鉄鉱                                       |
| 10   | 水素           | 1400ppm          | 水の電気分解による                                           |
| 11   | 燐             | 1050ppm          | 堆積鉱床の燐鉱石                                             |
| 12   | マンガン       | 950ppm           | 堆積鉱床や熱水鉱床中の軟マンガン鉱                           |
| 13   | フッ素         | 625ppm           | 火成鉱床中の蛍石                                             |
| 14   | バリウム       | 425ppm           | 堆積性や熱水鉱床中の重晶石                                   |
| 15   | ストロンチウム | 375ppm           | 堆積性の天青石                                               |
| 16   | 硫黄           | 260ppm           | 過去は火山で採掘されていたが、現在は石油の脱硫工程で回収     |
| 17   | 炭素           | 200ppm           | 石炭または石油                                               |
| 18   | ジルコニウム   | 165ppm           | 砂鉱ジルコン                                                 |
| 19   | バナジウム     | 135ppm           |                                                              |
| 20   | 塩素           | 130ppm           | 海水中の食塩                                                 |
| 21   | クロム         | 100ppm           | 火成鉱床中のクロム鉄鉱                                       |
| 22   | ルビジウム     | 90ppm            |                                                              |
| 23   | ニッケル       | 75ppm            | 火成鉱床中の「ペントランド鉱」や「針ニッケル鉱」             |
| 24   | 亜鉛           | 70ppm            | 熱水鉱床中の閃亜鉛鉱                                         |
| 25   | セリウム       | 60ppm            | 火成鉱床のモナズ石                                           |
| 26   | 銅             | 55ppm            | 熱水鉱床や斑岩銅鉱床中の黄銅鉱                               |
| 27   | イットリウム   | 33ppm            | 火成鉱床の「ガドリナイト」                                   |
| 28   | ランタン       | 30ppm            | 火成鉱床の「モナズ石」                                       |
| 29   | ニオブ         | 28ppm            | 火成鉱床の「コロンブ石」や「フェルグソン石」                 |
| 30   | コバルト       | 25ppm            | スカルン鉱床の砒コバルト鉱                                   |
| -    | ウラン         | 1.8ppm           | 堆積鉱床などの閃ウラン鉱                                     |
| -    | 銀             | 0.07ppm          | 熱水鉱床の輝銀鉱など                                         |
| -    | 白金           | 0.01ppm          | 砂金と同様な砂鉱または火成鉱床、いずれも鉱物としては自然白金 |
| -    | 金             | 0.004ppm         | 熱水鉱床中の自然金や堆積性の砂金                             |

## 金属資源利用の歴史
人類が初めて金属を利用したのは、紀元前4000年頃のメソポタミア北部アナトリア高原で自然銅が道具に加工された。その後銅の鉱石からの精錬も行われるようになった。銅に続いて錫が銅との合金青銅を作るために使用された。青銅は銅より硬くて強いため武器や道具や容器に一般的に使用されるようになった（青銅器時代）。その後砂金から金製品が作られるようになり、古代エジプトでは多くの金製の装飾品が作られた。

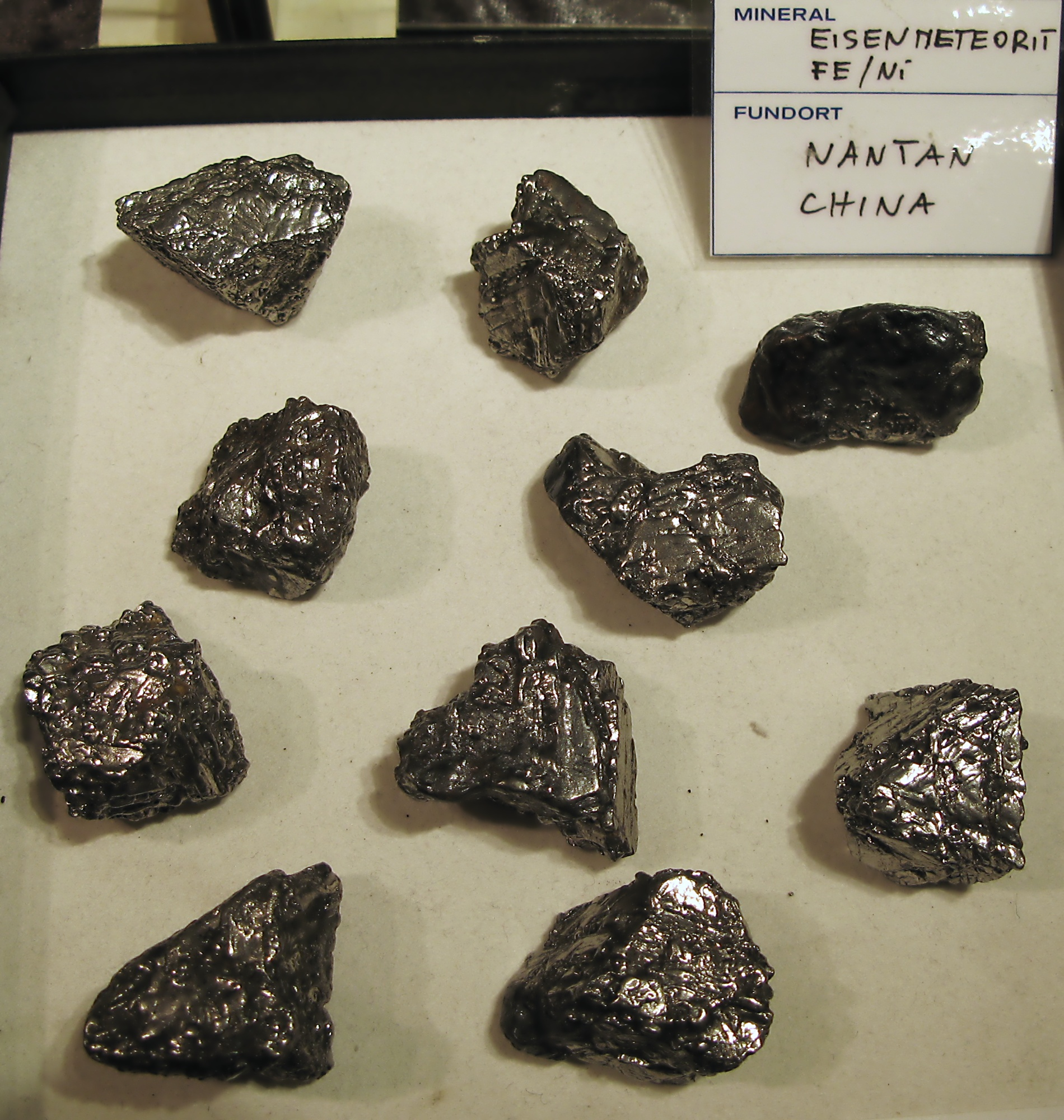
中国で発見された隕鉄、最初期の鉄器は隕鉄から作られた

鉄の使用は紀元前1400年頃から始まったが、当時まだ鉄鉱石から鉄を精錬する技術はなく、組成分析から鉄を主成分とする隕石（隕鉄）を精錬したものと推定されている。鉄器は武器や工具として青銅よりも優秀であるため青銅に代わって金属の主流となり、精錬法も確立・改良された。中世以後の研究に伴い多くの金属元素が発見され19世紀末にはほとんどの金属元素が発見されたが、一部の金属を除き使用されることがなかった。実際に多様な元素が工業的に使用されるようになったのは20世紀からである。現在希少元素として重要視されている希土類などの元素の探求も鉱床学の分野である。
また古くから使用されてきた金属でも　資源の枯渇や精鉱・精錬技術の進歩により旧来とは異なったタイプの鉱床が開発されるようになった。例えば日本はかつて銅の大産出国であったが、その鉱床はいずれも熱水に由来する「鉱脈鉱床」（尾去沢鉱山や阿仁鉱山）・「スカルン鉱床」（釜石鉱山や長登銅山）・「塊状熱水鉱床、すなわち、黒鉱（小坂鉱山や花岡鉱山）やキースラーガー（別子銅山や日立鉱山）」等である。これらの鉱山は銅の含有率（銅品位）が高い鉱石が集中する鉱化部を有し（別子銅山で銅品位1.5%）、掘削はその鉱化部に沿って坑道を掘る形で行われた。これら日本の銅鉱山は現在資源が枯渇し、また外国からの安い買鉱に押されて、すべての鉱山は閉山された。現在諸外国で採掘されている主要な銅鉱石は斑岩銅鉱床で、銅品位は0.5%から1%と低品位であったため1900年代初期までは鉱床とみなされていなかった。しかし高品位鉱山の枯渇と精鉱技術の進歩により鉱床として価値が認められるようになった。これは直径1000-2000m、厚さ400-1000mという巨大な花崗斑岩全体がほぼ均一な銅鉱床を形成しており、大型機械で露天掘りして採掘している。

## 鉱床の種類
鉱床とは有用元素が濃集して工業的に採掘・使用可能となったものであるため、有用元素の濃集過程を検討して分類している。鉱床の種類は大まかに3種類に分類される。
- 火成鉱床はマグマが地下でゆっくり冷却固化する際に各元素が分離・濃集してできた鉱床を指す。
- 熱水鉱床は高温マグマから絞り出された高温の水　または高温のマグマの近傍に存在して熱せられた地下水が、マグマや近傍の岩石の成分を溶解して運搬し、特定箇所で晶出させたことに由来する。最近話題になっている海嶺近くの海底での熱水活動（ブラックスモーク）による鉱床生成もこのタイプに含まれる。
- 堆積鉱床は、地上の岩石が風化して風や水（河川）により運ばれ特定箇所で堆積したもの。ボーキサイトの様にアルミニウム以外の成分が溶け出してアルミニウムだけが残った鉱物（残留鉱床）も含まれる。石炭や石油のような化石燃料鉱床も堆積作用の結果である。

### 火成鉱床

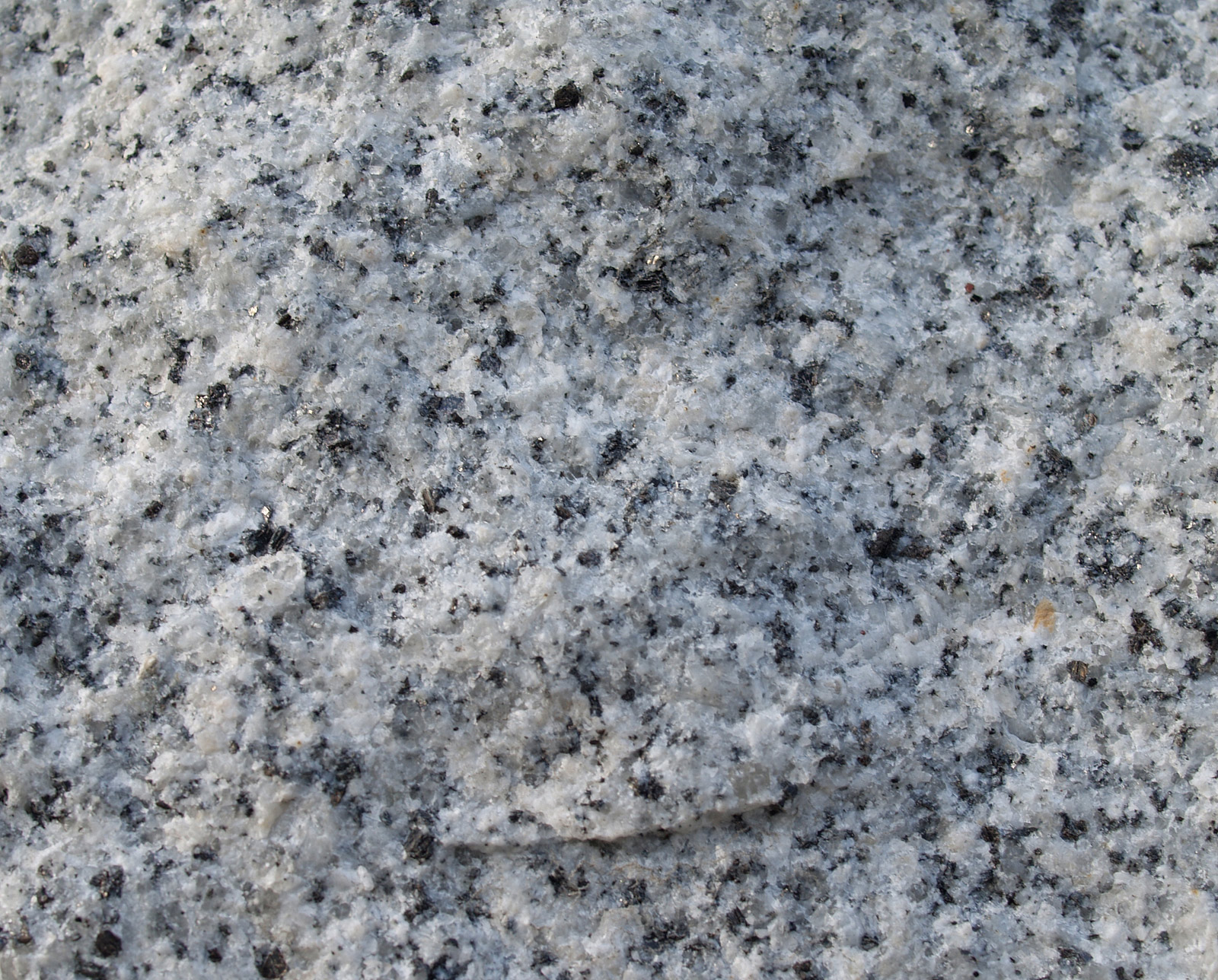
有色鉱物が少ない花崗岩

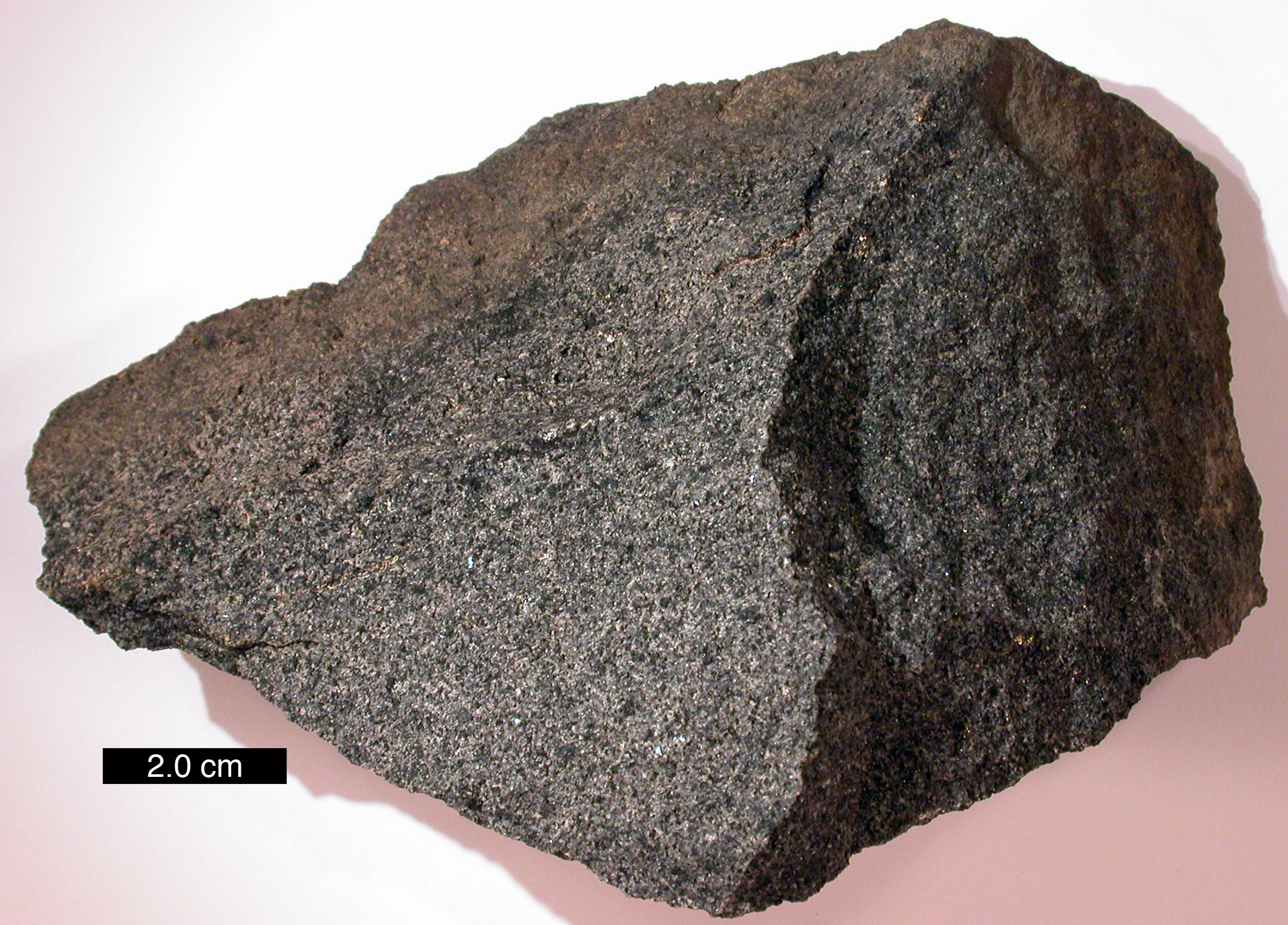
斑れい岩有色鉱物を多く含み黒っぽく見える火成岩

火成鉱床は地下深くで液体のマグマがゆっくり冷却固化する際に、凝固温度や比重の異なる各種鉱物がマグマ中で順次晶出・分離しマグマ中を沈降/浮上しながら各成分が濃集したもの。上記の理由により、火成鉱床は深成岩中に限られる。すなわち火山の噴出物などは急冷されるため有用成分の濃集は起こりえないことから、一般には鉱石にはならない。火成鉱床の元となる火成岩については、その成分や外見の違いによって分類がなされている。外見の違いは石英や長石のような鉄やマグネシウムを含まない無色鉱物と、これらの金属を多く含むかんらん石や輝石の存在比率に影響される。そのため火成岩は一般的に岩石中の有色鉱物の体積によって分類され、有色鉱物の占める堆積が全体の20%以下のものを花崗岩、20から40%に相当するものを閃緑岩、40から70%のものを斑れい岩、70%以上のものを橄欖岩と呼ぶ。鉱物学ではマグネシウムや鉄を多く含む有色鉱物をマフィック(mafic)鉱物、含まない無色鉱物をフェルシック(felsic)鉱物と呼び、花崗岩をフェルシック火成岩、斑れい岩をマフィック火成岩と称する
。これらの岩石種と、採取される有用元素の間には明確な相関関係がある。
- マフィック火成岩（斑れい岩）ないし超マフィック火成岩（橄欖岩）に関連する鉱床
  - ニッケル、クロム、白金族、鉄
- フェルシック火成岩（花崗岩）から中間火成岩（閃緑岩）に関連する鉱床
  - チタン
- フェルシック火成岩（花崗岩）のうち、特にナトリウムやカリウム成分の富んだ岩石に関連する鉱床
  - 希土類元素

これらの火成岩や鉱床の種類は、母体となったマグマの性質に大きく依存している。現在　花崗岩質のマグマは、日本を含む島弧などの沈み込み帯や大陸内部で生成されることが多いが、マフィックないし超マフィック火成岩はその成分がマントルの成分に比較的近く、中央海嶺やホットスポットなどの火山島に多く見られる。しかし先カンブリア時代においてはマフィックなマグマが大陸地殻へ貫入してできた鉱床が見られる。
火成鉱床の代表的な金属鉱床として下記3種類があげられる
- ニッケル・クロム鉱床
- ペグマタイト鉱床
- カーボナタイト鉱床

#### 火成鉱床の例
ニッケルやクロムの大きな鉱床は、マフィック性のマグマの塊が地下でゆっくり冷却されたものが多い。最も大規模なクロム鉱床である南アフリカの「ブッシュフェルト鉱山」は、約19億年前に当時の陸地の地殻の中に東西520km南北270km最大厚さ7600mという巨大なマフィックマグマが貫入した結果できたもの。巨大なマグマの塊がゆっくり冷えながら固化してゆく際に、融点が高く（即ち他より早く固化する）比重の重い鉄やクロムを含む成分が下に沈み、残った軽い成分が上部に分化して行った様子がわかる。岩相を下から順に説明する。
- 急冷層
- 若干のクロム鉄鉱の層
- 鉄やマグネシウムを多く含み融点が高く比重の重いかんらん岩類の厚い層（約1500m）
- クロム鉄鉱を主とする鉱床
- 斑れい岩の厚い（約1000m）層
- 磁鉄鉱の濃集部
- 斑れい岩層
- 鉄やマグネシウム類が少ない閃緑岩層（約1900m）[11]

また特殊な例として、カナダのサドベリー鉱山がある。この鉱山にはマフィック性マグマに起因するニッケルの大鉱床があるが、その成因として　直径約4kmの隕石が落下した衝撃が引き金となって地下深所からマグマが移動してきたと推定されている。
ペグマタイトは深成岩のなかでも特に結晶のサイズが大きいもので、花崗岩ペグマタイトからは純度の高い石英（水晶）や長石などが採れ、光学レンズの材料に使用されている。またペグマタイトにはマグマの冷却固化の際に最後に残った水などの揮発成分を含む微量成分が濃集される事があり、「フッ素」「ベリリウム」「タングステン」「スズ」「モリブデン」「リチウム」「ニオブ」「タンタル」「希土類」などの鉱床として利用されている。
カーボナタイト鉱床は、方解石やドロマイトという炭酸塩類を主成分とする特殊なマグマに由来する鉱床で、希土類、ニオブ、銅などの鉱床となっている。カーボナタイトのマグマに由来する火山は現在非常に珍しく、活火山としては東アフリカのオルドイニョ・レンガイ山が唯一である。

### 熱水鉱床
熱水鉱床は、マグマ中から分離した水　またはマグマ近傍に存在してマグマに熱せられた地下水が、周囲の岩石の成分を溶かして移動し、特定箇所で沈殿したもの。普通100℃以上の高温の地下水を指す。熱水の由来がマグマであるため広義の火成鉱床に含まれるとも考えられるが、通常は別のタイプの鉱床として取り扱われる。熱水鉱床にはその産出状況から、「鉱脈型鉱床」「塊状熱水鉱床」「スカルン鉱床」「斑岩銅鉱床」に分類される。

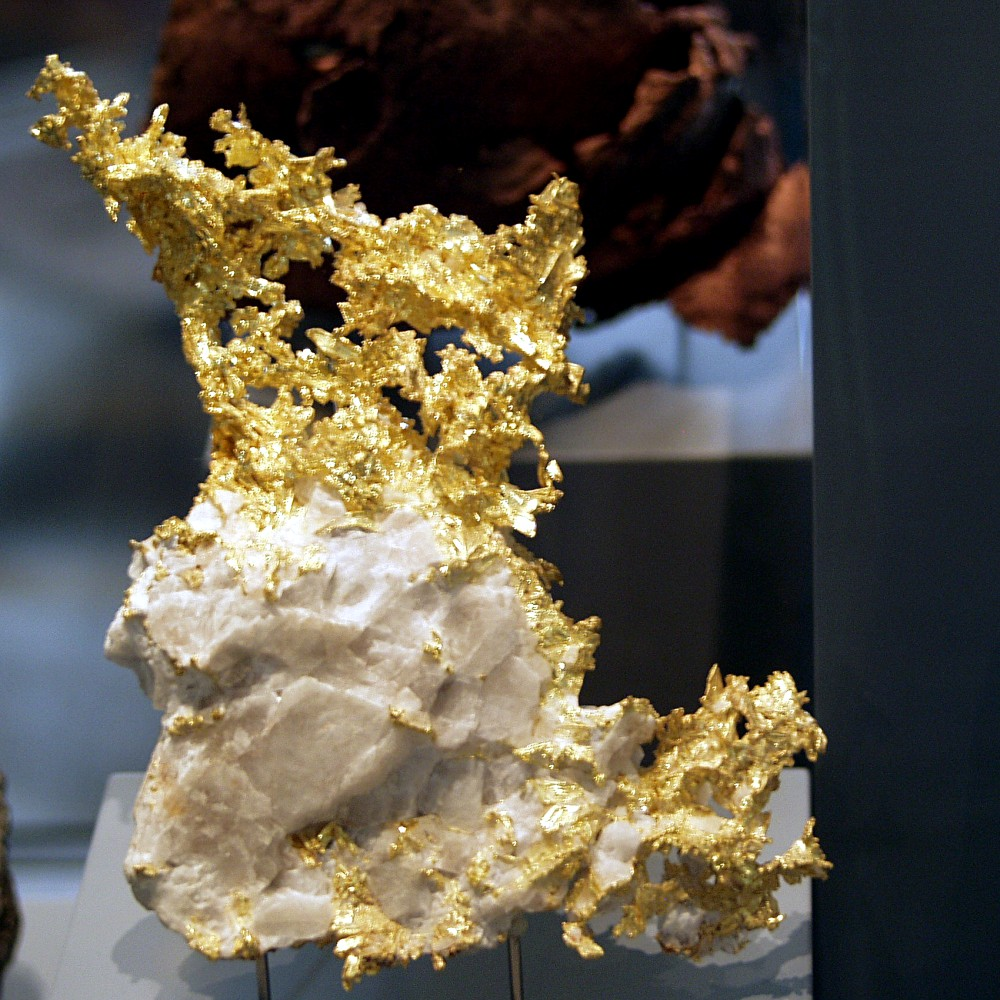
アメリカ、カリフォルニア州で産出した自然金

1960年代以後の高温高圧における実験で、マグマが高温高圧条件にあるときはマグマはかなりの量の水（10-15%）を溶解させうることが判明した。実際のマグマ中の水はそれよりももっと少ないと見積もられているが、火山ガスの主成分が水であることからわかるように、マグマは実際にかなりの量の水分を含んでいる。マグマが地下15km以上の深所にあるとき水はマグマ中に溶解しているが、マグマが上昇するにつれて圧力と温度が下がって溶解度が減少し、水が分離される。また上昇してきたマグマは地下数kmほどの深さで地下水と接触してこれを加熱し、熱水を生成させる。これらの高温（100℃から550℃）の水は各種物質に対する溶解度が高く、多くの有用成分を溶解している。熱水が冷却されると溶解度が低下し有用成分を沈殿させて鉱床を形成する。鉱床形成に関与した熱水を鉱液と呼ぶ。鉱液の起源はマグマからの分離水やマグマに加熱された地下水など多様である。

#### 鉱脈型鉱床
鉱脈型鉱床は、熱水（鉱液）が地下の割れ目や断層に沿って流れる過程で成分を沈殿させたもので、名前の通り鉱脈として産出する。その多くは深さ2000mから4000mほどで形成された。鉱脈型鉱床の例としては、かつてスズ・銅・亜鉛・タングステンを大量に産出した兵庫県の明延鉱山や、現在も金を産出している鹿児島県の菱刈鉱山などがある。産出する元素と鉱液の温度には下記の相関関係がある。
- 300-550℃　スズ、タングステン、モリブデン鉱床
- 200-350℃　銅、鉛、亜鉛鉱床
- 100-250℃　金、銀鉱床[17]

鉱脈型鉱床の代表例であった明延鉱山では延長数百m以上の大きな鉱脈が50本存在したが、この鉱山では上記の温度勾配による鉱種の規則的変化が確認された。すなわちいずれの鉱脈においても鉱脈の下部から上部へ、または鉱液の供給元であった断層に近い所から遠い所に向けて、スズ-タングステン-銅-亜鉛-鉛-金-銀の順に主鉱種が変化していることが認められた。

#### 塊状熱水鉱床

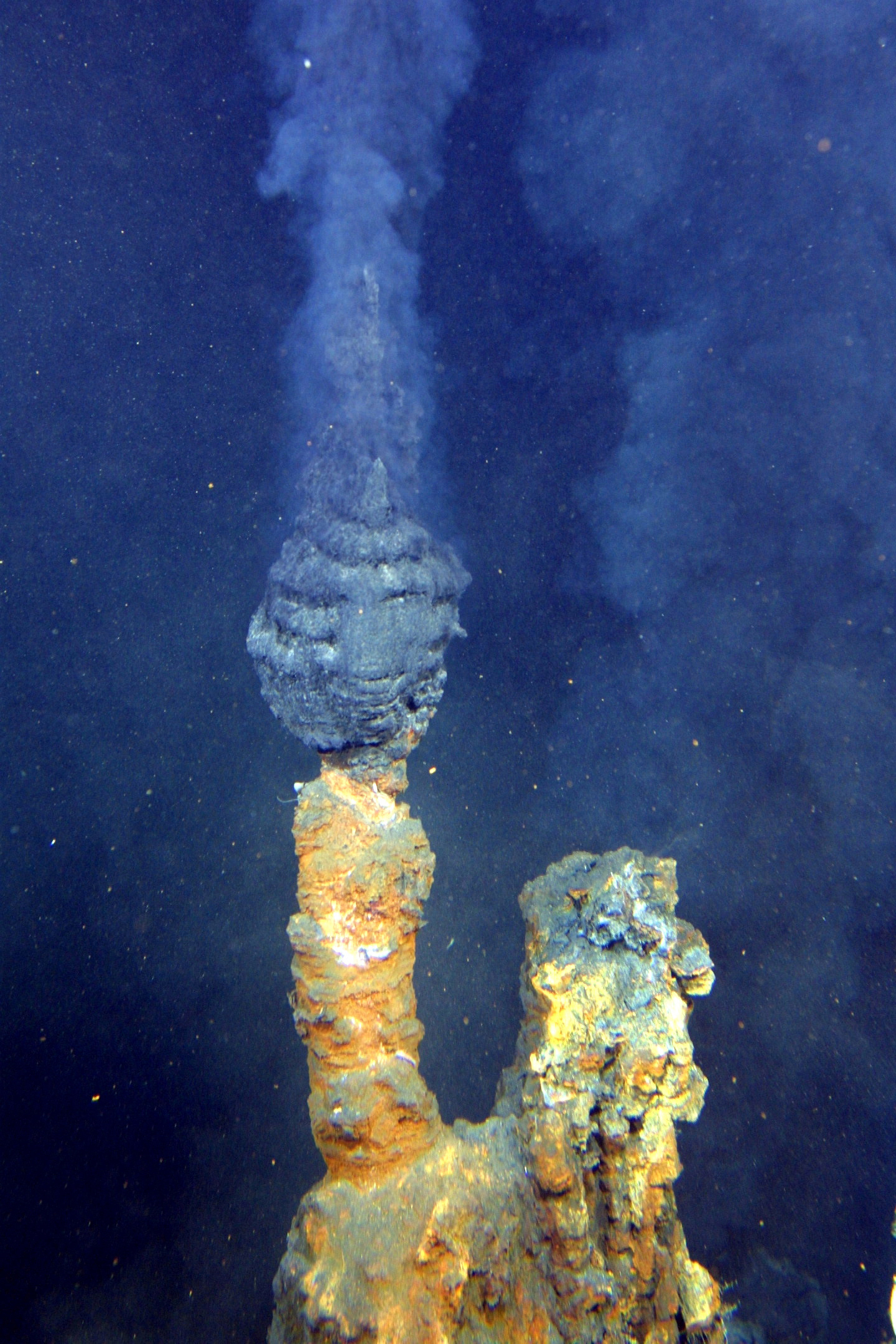
海底での熱水噴出（ブラックスモーク）、塊状熱水鉱床とキースラーガー生成の原因

塊状熱水鉱床は、熱水が海中に噴出して急冷されてできたもので、秋田県北部の花岡鉱山などがある。秋田県北部には銅、鉛、亜鉛などの鉱石が濃集した品位の高い黒鉱が産出していたが、鉱床の生成原因は1960年代まで明らかではなかった。その後の研究で海底で堆積したことが判明し、ほぼ同じ頃に紅海の底で鉄や亜鉛を高濃度に含んだ泥が海底から採取され、海底成因説を決定づけた。現在では紅海と同様のプレート発散型境界の近くで、右写真の様なチムニーの映像が確認されており、塊状熱水鉱床の生成の場面を見せてくれる。黒鉱はチムニーが崩壊して堆積した後、早期に他の火山岩により埋められて固定化されたもので、黒鉱の産地では黄銅鉱が主体の黄鉱も産出した。日本の黒鉱の鉱山は2011年現在すべて閉山している。
塊状熱水鉱床が地下で変成作用を受けた鉱床をキースラーガーと呼ぶ。海洋プレートが海溝で島弧や大陸の下に沈み込む際に、鉱床がプレートと一緒に大陸下に引きずり込まれて高温高圧を受けた後、大陸に底付けされて大陸地殻に取り込まれ、その後地表まで移動したもの（付加体参照）。変成作用中に鉱石の再濃集が行われて、大規模な鉱床となる。愛媛県の別子銅山や茨城県の日立鉱山が代表例。

#### スカルン鉱床
マグマから分離した鉱液は通常多量のケイ酸成分を含んでいるが、これが石灰岩と接触すると下記のように反応して珪灰石が生成する。
CaCO3 + SiO2 = CaSiO3 + CO2
母体となる岩石が大きく変化する中で、鉱液に含まれていた有用成分や石灰岩中の他の微量成分も反応し、濃集・固定化が生起して各種の金属鉱床が形成される。このようにマグマと石灰岩が接触した場所で形成される特徴的な熱水鉱床をスカルン鉱床と呼ぶ。鉱液が高温の時にはタングステン、モリブデン、スズ、鉄の鉱床が形成され、中低温の時には銅、亜鉛、鉛の鉱床が形成される。日本の代表例としては鉄と銅を産出して日本の近代化に貢献した岩手県の釜石鉱山や、奈良の東大寺の大仏作成にかかわったといわれる山口県の長登銅山がある。

#### 斑岩銅鉱床

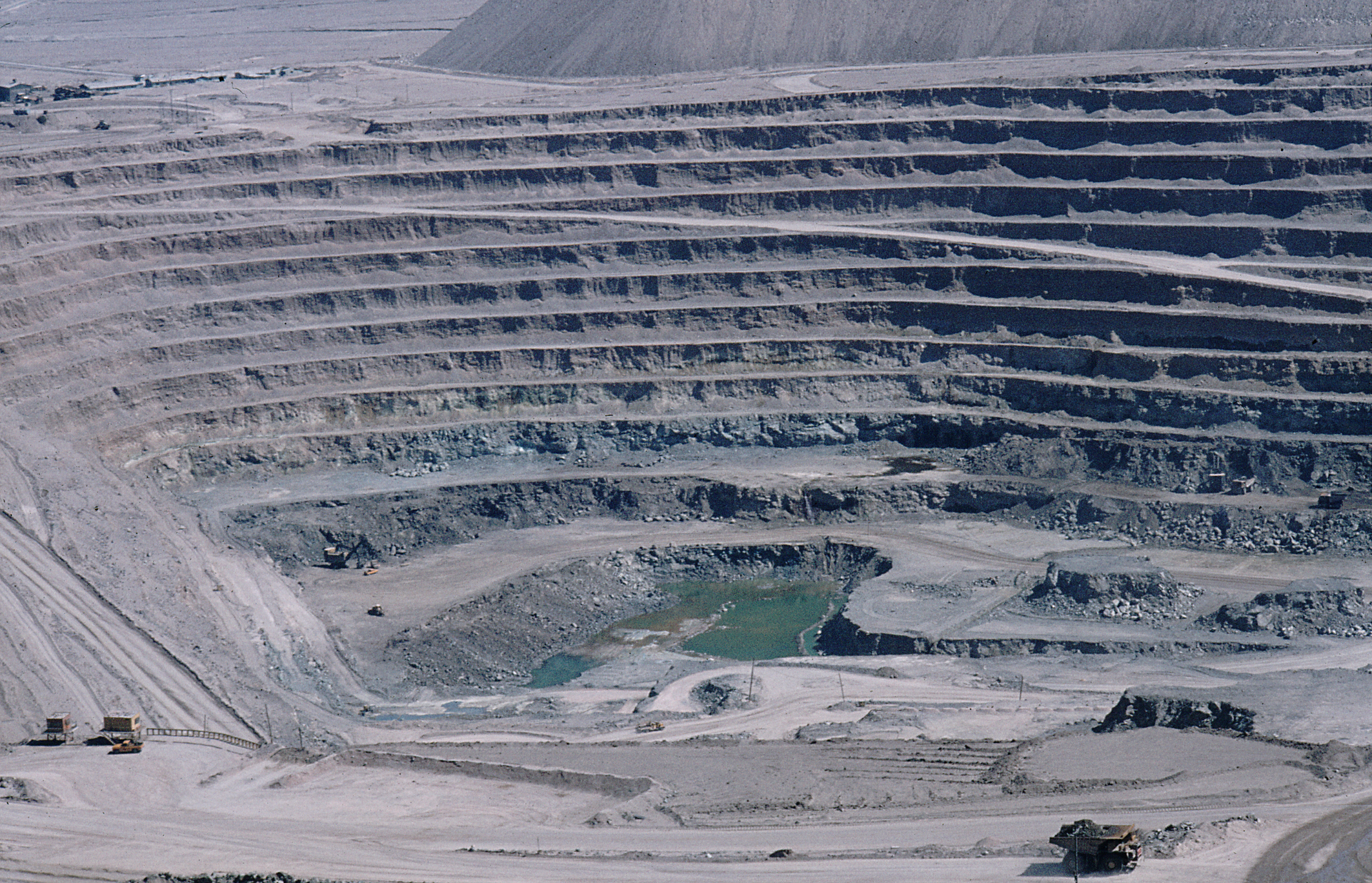
南アメリカ、アンデス山脈にある世界最大の斑岩銅鉱山のチュキカマタ

花崗岩ないし石英閃緑岩というフェルシックな深成岩に由来し、その上部（すなわち元の岩石より浅いところ）に形成された鉱床。地下深所の直径10km以上の巨大な深成岩バソリスの上部にあたかも本体から絞り出されたような形で形成された直径数百から数千mの花崗斑岩や石英斑岩の岩体全部が鉱床となっている。岩体中の鉱石は鉱脈を形成せず、比較的均一に存在するため露天掘りによる機械的な採掘が容易で、銅品位は低いが（0.5から1%）現在の銅鉱山の主流となっている。このタイプの鉱床はアンデス山脈、ロッキー山脈、フィリピン、ボルネオ島などの環太平洋に偏在し（ただし日本では発見されていない）、形成された年代は5億年前以後と比較的新しい事が特徴。バソリスがゆっくり冷却する際に分離した熱水がバソリス上部に濃集し、バソリスの一部が凸型に盛り上がって比較的短時間に冷却し鉱石化したと考えられている。同様な起源によって形成されたモリブデン鉱山も存在する。

### 堆積鉱床
地上の岩石は空気（酸素）と反応したり、成分の一部が雨水に溶出したり、あるいは昼夜や季節の温度差による熱膨張の違いによる鉱物粒子の分離などにより変化してゆく。これらは風化と呼ばれる現象だが、風化によって岩石の一部は粘土化し、大きな岩石は細分化される。風化された岩石は風や河川によって運ばれるが、その途中で比重や溶解性の違いにより各々の鉱石が特定の箇所に集中して堆積し鉱床を形成する。最もわかりやすい例として砂金の鉱床がある。金を含んだ岩石が風化し、雨水に流され河川に運ばれて流れのゆるくなった特定箇所に集中的に堆積したものである。現在採掘されているウラン鉱石も砂金と同様の過程で河川や湖沼に堆積したもので、原生代や中生代に形成された。
雨水による風化で他の成分が溶出して、あとに残った成分が有用である場合も堆積鉱床に分類される。アルミニウムの鉱石であるボーキサイトは、ケイ酸成分やカリウムなどを含んだ元の岩石（例えば長石の一般式は(Na,K,Ca,Ba)(Si,Al)4O8）から、他の成分が水に溶解した結果Al2O3が濃集した物で、産地は雨水による風化力の強い熱帯雨林地域に多い。

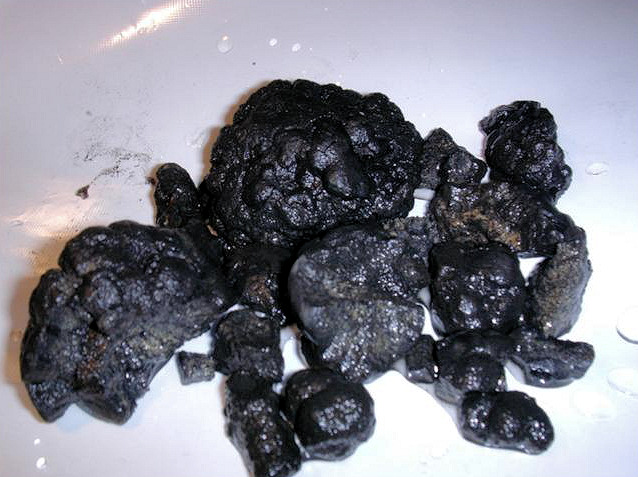
太平洋底から採取されたマンガン団塊

水に溶解した成分が海底に堆積した鉱床の代表として、19億年前以前の大陸棚に形成された縞状鉄鉱床と、マンガンの鉱床がある。マンガンについては現在も深海で形成されつつあるマンガン団塊が将来の資源として注目されている。
縞状鉄鉱床の詳細な解説はその項目に譲るが、25億年前まで無酸素状態であった地球で海水に大量に溶解していた鉄成分が、ストロマトライトが光合成で作り出した酸素によって酸化されて不溶化し海底に沈殿・堆積したもの。鉱床の延長が数100キロを超えるものが多く、現在採掘されている大規模鉱山はほとんどこのタイプである。大気中に酸素が充満した19億年前以後は、鉄成分が大量に海中に溶解できなくなったため、スノーボールアースという例外を除けば縞状鉄鉱床は形成されていない。
ウクライナの「ニコポル鉱山」や南アフリカの「カラハリ・マンガン鉱床」などのマンガンの大規模な鉱床は大陸周辺の浅い海に堆積したものが多く、陸地の岩石が浸食されてマンガンが流出し海に供給されて堆積したと考えられている。過去日本で採掘されていた比較的小規模なマンガン鉱山は、海底熱水活動に由来するマンガンが海水中を移動し少し離れた海底に堆積した鉱床が主体で、チャートなどの堆積岩を伴って産出した。なお海底へのマンガンの堆積には酸素の存在が不可欠であり、酸素が少なかった22億年前以前の地層からは堆積性のマンガン鉱床は見つかっていない。このように金属の堆積鉱床の生成においては、生物の影響が考えられる場合がある。
マンガン団塊は世界の海洋底のところどころに見られる直径1cmから20cmの黒色団塊状の鉱石で、地域的には太平洋および北極圏に多く存在している。団塊の成長速度は百万年で平均10mm程度と分析されている。主成分のマンガンと鉄のほかに、ニッケル・鉛・コバルト・モリブデン等の重金属を含んでいるが、成分比率は場所によって異なる。マンガンは地上に大きな鉱山があるが、地上の鉱山資源が極めて限られ地域的にも偏在しているニッケルやコバルトの鉱床として将来性が注目されている。マンガン団塊の成因として海底熱水活動により海水中に供給されたマンガンに起因しているとされているが詳細は十分解明されていない。
| 化学成分   | 中央太平洋海山 | 南部    | 中央   | 北部   |
| ---------- | -------------- | ------- | ------ | ------ |
| マンガン   | 13.96%         | 16.61%  | 15.71% | 16.98% |
| 鉄         | 13.10%         | 13.92%% | 9.06%  | 10.95% |
| ニッケル   | 0.393%         | 0.433%  | 0.956% | 0.463% |
| コバルト   | 1.127%         | 0.595%% | 0.213% | 0.195% |
| 銅         | 0.061%         | 0.185%  | 0.711% | 0.348% |
| 鉛         | 0.174%         | 0.073%  | 0.049% | 0.106% |
| モリブデン | 0.042%         | 0.035%  | 0.041% | 0.029% |
| 水深       | 1757m          | 3539m   | 5049m  | 5048m  |

生物起源の堆積鉱床として燐鉱石の鉱床があげられる。生物の遺体が堆積してできた燐鉱石が主体であるが、グアノと呼ぶ海鳥の糞や死体が堆積した鉱床も存在した。グアノは現在ほとんど枯渇している。

### 化石燃料鉱床
石炭・石油の起源については各々の項目に詳しく記載されているので、ここでは鉱床の形成条件について記述する（石炭や石油は鉱石ではないが非常に重要な地下資源なので、鉱床学の一分野として取り扱われる。）。石炭の鉱床を炭田　石炭の鉱山を炭鉱と呼び、石油の鉱床を油田　石油をくみ上げる施設を油井と称する。

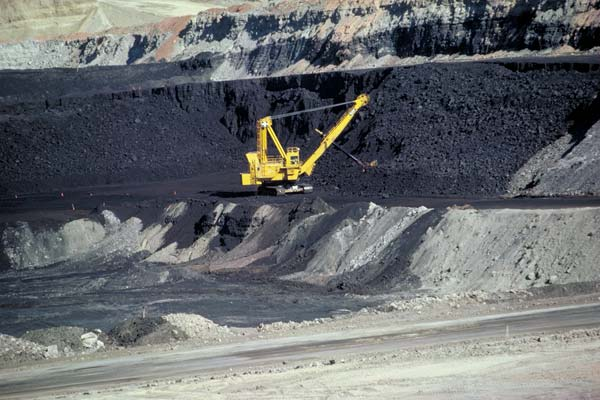
大規模な炭鉱における露天掘り、アメリカ　ワイオミング炭鉱

石炭は植物の遺体が分解せずに地中に埋まって長い年月の間に熱や圧力を受けて変質したものである。このため鉱床（炭田）を形成する条件として下記のものがあげられる。
- 大量の植物が繁茂すること。石炭は植物が進化し地上に大規模な森林が形成されるようになった石炭紀（3億6700万年前から2億8900万年前）以後の地層に存在する。
- 植物の遺体が完全に腐敗する前に地中に埋まること。現在の湿地帯の様な地表の酸素の乏しい条件が求められる。
- 大規模な炭田が出来るためには長期間安定して植物が繁茂し続けること。すなわち地殻変動の少ない場所が望ましく、日本のような地殻変動の激しい地域では大規模な鉱床はできにくい。

石炭資源の特徴として他の資源に比べて地域的な偏りが少ない点があげられる。オーストラリアや南アフリカなどの人口の少ない国の大規模炭鉱以外に　人口が多く産業活動の活発なアメリカ、中国、旧ソ連、インド、ドイツ、イギリスなどにも大きな炭田が存在する。昭和30年代まで日本にはたくさんの炭鉱が稼働していたが、複雑な地層に起因する困難な作業条件による高コストが、露天掘りで大量に採掘される安価な輸入炭に対抗できず、釧路コールマイン1か所を残して他はすべて商業的な採掘を終えた。

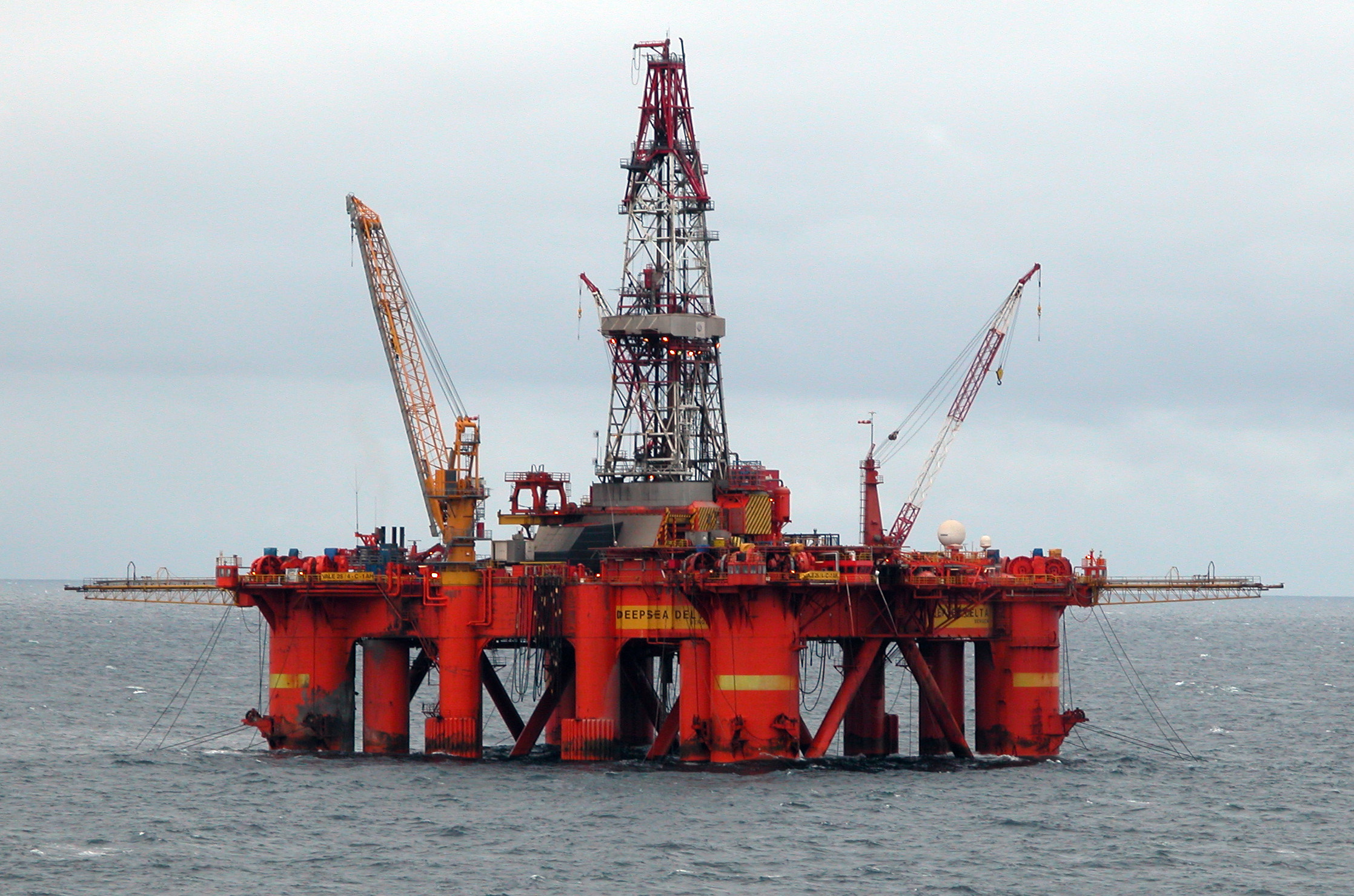
北海油田の掘削櫓

石油はその起源について諸説あるが、今のところケロジェン(kerogen)を中間体とする「生物由来説」が主流となっている。石油が他の鉱物と際立って異なる点は液体であること。このため地下でも隙間のある地層中では容易に移動できる。石油は周囲の岩石より比重が軽いので移動は主に上方に向かうが上部に液体を通さない緻密な層（帽岩）がある場合はその場所に滞留する。典型的な油田の構造は緻密な地層と隙間の多い地層がゆるやかに上下に波打って互層している場所で、隙間の多い地層（貯留岩）の最上部の凸部分に石油がたまっている構造である。地形としては平野、海岸、大陸棚に多く存在している。油田が海底にある場合右写真のような海上の掘削櫓が使用される。石油の素となった生物は石炭のように地上の植物に限定されないため、陸上植物発生前のオルドビス紀（5億0900万年前から4億4600万年前）の地層からも産出する。しかし主な油田は新生代第三紀（世界の油田の50から60%）と中生代（同30から40%）の地層中に存在する。石油資源は地域的な偏在が激しく、ペルシア湾周辺、旧ソ連およびメキシコ湾周辺に巨大な油田が存在し、この3か所だけで世界の可採埋蔵量の半分以上を占める。石油資源がこの地域に集中して形成された原因は現在明らかではない。